# Karim Zekri
Karim Zekri (en árabe: كريم ذكري‎) fue un futbolista egipcio.

## Carrera profesional
Zekri es actualmente el capitán del club Al-Masry. Zekri se hizo un nombre en Al-Masry y se hizo famoso por su buen rumbo y habilidad para marcar.
Como capitán de la selección egipcia sub-21, rechazó ofertas del Al-Ahly para unirse al Zamalek SC, el club al que apoya. Luego se unió a Petrojet antes de regresar a su equipo original, Al-Masry, donde es el favorito de los fanáticos.
Después de la controversia sobre el estado de la liga de Al-Masry en 2012, fichó cedido por Telephonat Bani Sweif antes de regresar en el verano de 2013.

## Desastre del estadio de Puerto Said
En el momento del desastre del estadio de Puerto Said, que provocó más de 70 muertes, Zekri era el capitán del equipo local Al-Masry. Después de la masacre, Zekri dejó constancia de que la policía, el ejército y el ex régimen incitaron a la masacre.

## Vida personal
Karim es el hermano gemelo del delantero Mohamed Zekri.